# Kalixälven
Kalixälven (też: Kalix älv, lap. Gáláseatnu) – rzeka w Szwecji o długości 460,65 km. Jest jedną z czterech dużych rzek Norrlandu, na których nie ma elektrowni wodnych. Źródła bierze w paśmie Kebnekaise, w gminie Kiruna. Uchodzi do Zatoki Botnickiej w tätorcie Kalix. Główne dopływy to Tvärån, Ängesån i Tärendöälven. Powierzchnia dorzecza wynosi 18 130,1 km².
Kalixälven jest trzecią pod względem długości (po Torne i Luleälven) rzeką Norrbotten.